# Rafael Amador y Hernández
Rafael Amador y Hernández (* 2. Februar 1856 in Chila, Puebla, Mexiko; † 3. Juni 1923 in Huajuapan de León, Oaxaca) war Bischof von Huajuapan de León.

## Leben
Rafael Amador y Hernández studierte Katholische Theologie und Philosophie am Priesterseminar in Guadalajara. Amador y Hernández empfing am 19. September 1885 das Sakrament der Priesterweihe.
Am 27. März 1903 ernannte ihn Papst Leo XIII. zum ersten Bischof von Mixtecas (später Huajuapan de León). Der Erzbischof von Antequera, Eulogio Gregorio Clemente Gillow y Zavalza, spendete ihm am 29. Juni desselben Jahres die Bischofsweihe; Mitkonsekratoren waren der Bischof von Cuernavaca, Francisco Plancarte y Navarrette, und der Bischof von Tulancingo, José Mora y del Rio. Die Amtseinführung fand am 9. August 1903 statt.